# Преображенка (Читинський район)
Преображе́нка (рос. Преображенка) — село у складі Читинського району Забайкальського краю, Росія. Входить до складу Арахлейського сільського поселення.

## Населення
Населення — 124 особи (2010; 238 у 2002).
Національний склад (станом на 2002 рік):
- росіяни — 94 %